# Shelby Miller
Shelby Charles Miller (10 de octubre de 1990) es un lanzador estadounidense de béisbol profesional que es agente libre de las Grandes Ligas. Anteriormente jugó con los St. Louis Cardinals, equipo con el que debutó en 2012, así como con los Atlanta Braves, Arizona Diamondbacks y Texas Rangers.

## Carrera profesional

### St. Louis Cardinals

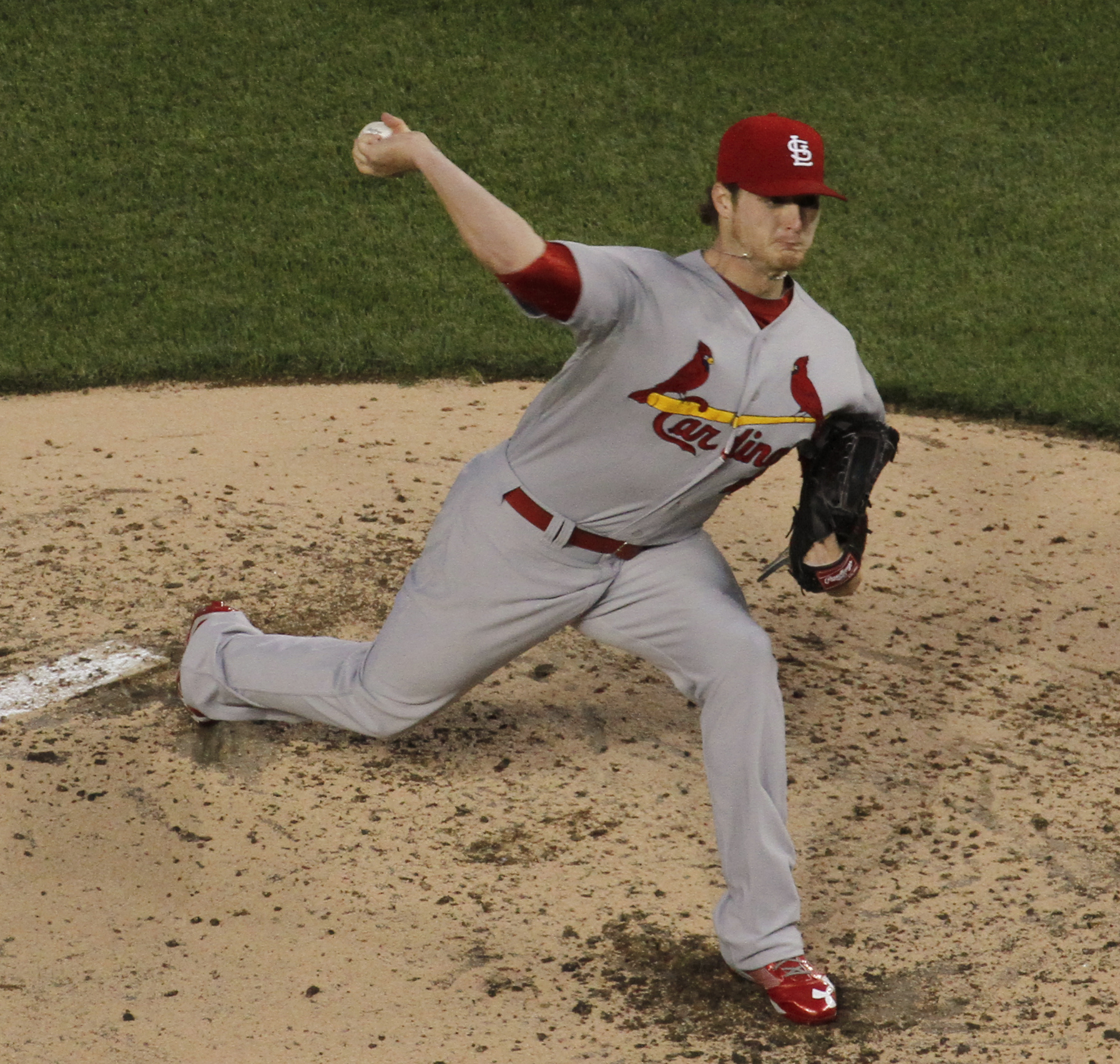
Miller lanzando para los Cardenales de San Luis.

Miller fue seleccionado en el draft de 2009 por los Cardenales de San Luis. Durante su estancia en las ligas menores, fue convocado al Juego de Futuras Estrellas en 2010 y 2011, y en ambas temporadas ganó el reconocimiento de lanzador del año de ligas menores de los Cardenales. En 2012, inició la temporada con los Memphis Redbirds de la Liga de la Costa del Pacífico de Clase AAA, y debutó en Grandes Ligas el 5 de septiembre frente a los Mets de Nueva York. Obtuvo su primera victoria el 16 de septiembre al ganar como relevista en entradas extra frente a los Dodgers de Los Ángeles. Participó en dos juegos de la Serie de Campeonato de la Liga Nacional frente a los Gigantes de San Francisco, permitiendo cuatro hits y dos carreras en 3 1⁄3 entradas de labor.
En la temporada 2013, Miller fue incluido en la rotación abridora de los Cardenales desde el Día Inaugural. El 10 de mayo lanzó su primera blanqueada en la victoria 3-0 frente a los Rockies de Colorado. En su última apertura de la temporada obtuvo su 15.ª victoria, la sexta mejor marca de la Liga Nacional, y finalizó la campaña con efectividad de 3.06, la décima mejor de la LN. Miller formó parte de la plantilla de los Cardenales durante toda la postemporada, sin embargo, solo participó en una entrada como relevista frente a los Piratas de Pittsburgh en la Serie Divisional de la Liga Nacional.
En el 2014, Miller enfrentó problemas con la mecánica y el control de sus lanzamientos. Obtuvo la segunda blanqueada de su carrera al ganar por 5-0 a los Azulejos de Toronto.

### Atlanta Braves
El 17 de noviembre de 2014, Miller fue traspasado a los Bravos de Atlanta junto al prospecto Tyrell Jenkins a cambio del jardinero Jason Heyward y el relevista Jordan Walden. El 5 de mayo de 2015 lanzó un juego completo en blanco ante los Filis de Filadelfia con solo 99 lanzamientos. Doce días después, estuvo a un out de lanzar un juego sin hits ni carreras frente a los Marlins de Miami, hasta que el bateador emergente Justin Bour bateó un sencillo, y finalizó el juego permitiendo un total de dos hits para ganar 9-0. Esta fue la última victoria que obtuvo hasta su última apertura de la temporada, el 4 de octubre frente a los Cardenales de San Luis, estableciendo un récord para los Bravos de 24 juegos consecutivos sin ganar como abridor, a pesar de registrar una efectividad de 3.83 durante ese período. Culminó la temporada con marca de 6-17, 3.02 de efectividad y 173 ponches, mientras que recibió un bajísimo soporte ofensivo de 2.6 carreras por cada nueve entradas lanzadas, la principal causa de su alto número de derrotas. Fue incluido en la plantilla de la Liga Nacional para el Juego de Estrellas de 2015.

### Arizona Diamondbacks
El 9 de diciembre de 2015, Miller fue transferido a los Diamondbacks de Arizona junto al lanzador Gabe Speier, a cambio del jardinero Ender Inciarte, el campocorto Dansby Swanson y el lanzador Aaron Blair.
En 2016, su primera temporada con el equipo, tuvo un rendimiento muy negativo. Fue colocado en la lista de lesionados desde el 24 de mayo hasta el 20 de junio, y para la pausa del Juego de las Estrellas registraba una alta efectividad de 7.14 con marca de 2-9, por lo que fue asignado a los Reno Aces de Clase AAA. Finalizó la temporada con marca de 3-12 y efectividad de 6.15 en un total de 101 entradas lanzadas, incluyendo 20 juegos iniciados.
El 23 de abril de 2017, Miller salió del encuentro por una lesión en el codo, y finalmente se sometió a una cirugía Tommy John por lo que se perdió el resto de la temporada.
Antes del inicio de la temporada 2018, el salario de Miller se decidió nuevamente mediante arbitraje. Recibió un trato de $4.9 millones. Fue retirado de la lista de lesionados a finales de junio, pero después de cuatro salidas con una efecividad de 10.69, volvió a la lista de lesionados con una inflamación del codo derecho. El 30 de noviembre de 2018, los Diamondbacks rechazarón a Miller y se convirtió en agente libre.

### Texas Rangers
El 9 de enero de 2019, Miller se unió a los Rangers de Texas con un contrato de un año. El 1 de julio, fue designado para asignación después de registrar una marca de 1-3 con efectividad de 8.59 en 44 entradas. Miller fue liberado por los Rangers el 4 de julio de 2019.

### Milwaukee Brewers
El 11 de julio de 2019, Miller firmó un contrato de ligas menores con los Cerveceros de Milwaukee. El 27 de agosto, Miller optó por no cumplir con su contrato y fue liberado del equipo. El 27 de enero de 2020, Miller volvió a firmar con los Cerveceros en un acuerdo de ligas menores. Sin embargo, el 3 de agosto de 2020 anunció que no jugaría en la temporada debido a la pandemia de COVID-19. Se convirtió en agente libre el 2 de noviembre de 2020.

## Estilo de lanzar
Miller utiliza una recta o una curva en el 98% de sus lanzamientos. Su recta promedia 94 mph (151 km/h).